# Sandanski Point
Der Sandanski Point (englisch; bulgarisch нос Сандански nos Sandanski) ist eine 500 m lange Landspitze auf der Ostseite der Johannes-Paul-II.-Halbinsel der Livingston-Insel im Archipel der Südlichen Shetlandinseln. Sie ragt als Ausläufer der Oryahovo Heights 2,4 km nördlich des Agüero Point und 3 km südlich des Black Point in die Hero Bay hinein und begrenzt nördlich die Einfahrt zur Stoyanov Cove.
Die bulgarische Kommission für Antarktische Geographische Namen benannte sie 2005 nach der Stadt Sandanski im Südwesten Bulgariens.